# Ognuno è perfetto
Ognuno è perfetto è una miniserie televisiva italiana del 2019, diretta da Giacomo Campiotti, liberamente ispirata alla serie belga Tytgat Chocolat.

## Trama

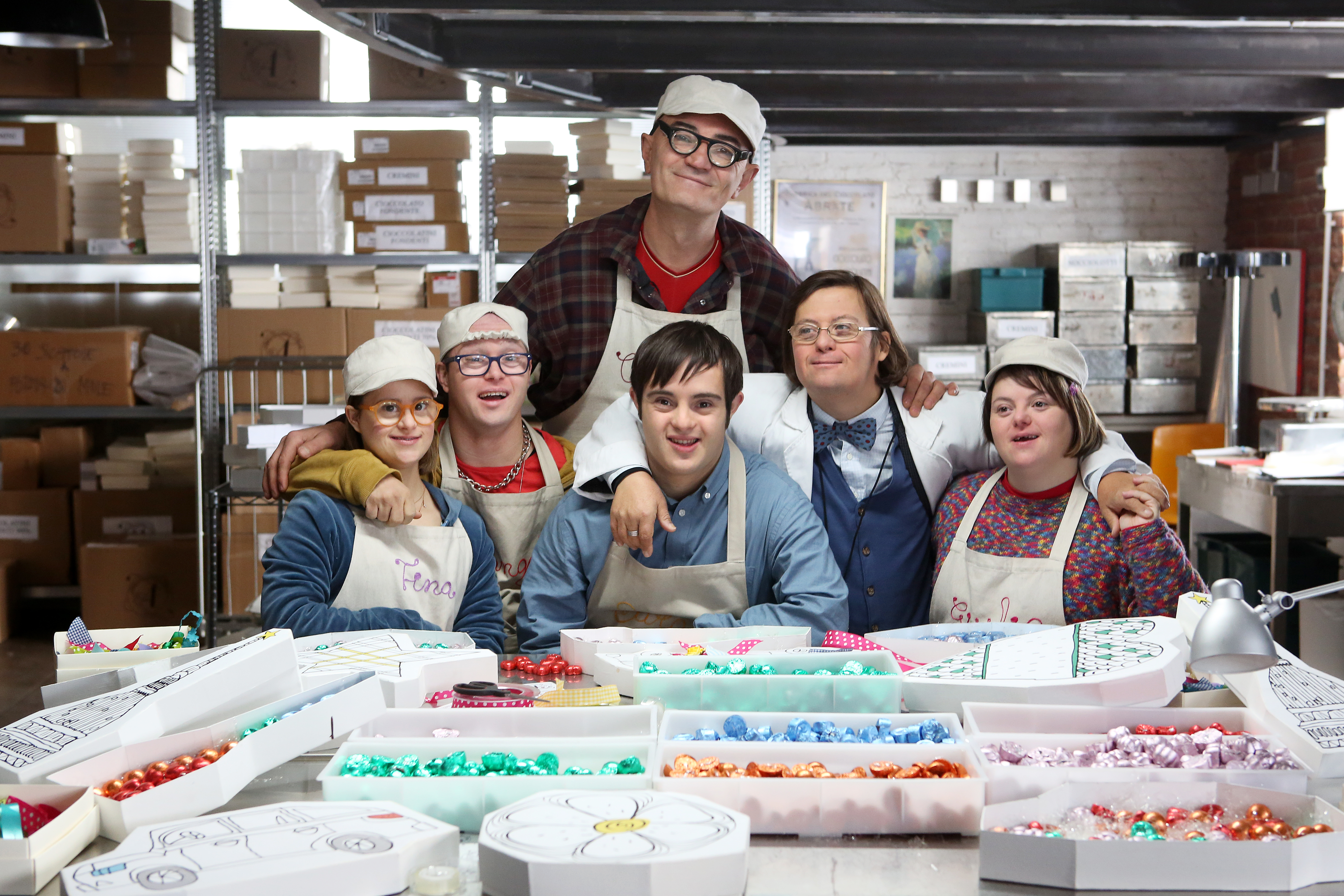
Alcuni protagonisti della serie. Da sinistra a destra: Tina (Alice De Carlo), Django (Matteo Dall'Armi), Cristian (Raffaele Vannoli), Rick (Gabriele Di Bello), Cedrini (Aldo Arturo Pavesi) e Giulia (Valentina Venturin)

La serie narra le vicissitudini di Rick, un ragazzo di 24 anni con sindrome di Down che, dopo numerosi tirocini e stage fasulli, manifesta la volontà di trovare un vero lavoro; suo padre Ivan ha appena ceduto l'attività per dedicargli più tempo e decide di aiutarlo nella difficile ricerca di un impiego. Il sogno di Rick si avvera quando conosce Miriam, la proprietaria della rinomata fabbrica di cioccolato Antica Cioccolateria Abrate, che lo assume per lavorare nel reparto packaging dell'azienda: voluto e creato da Miriam, il reparto è interamente affidato a un gruppo di ragazzi per la maggior parte con sindrome di Down, ciascuno dei quali ha il compito di comporre particolari scatole di cioccolatini in modo da rendere unico il marchio di fabbrica. Tra un cioccolatino e l'altro, Rick si innamora perdutamente di Tina, una ragazza albanese che lavora con lui e che ricambia pienamente il suo sentimento. Ma quando il passato di Katarina, madre di Tina, riemerge brutalmente e le costringe a lasciare definitivamente l'Italia, inizia per Rick una nuova, grande avventura. Con i suoi amici, il ragazzo parte per recuperare il suo amore.

## Produzione
Le riprese sono iniziate l'11 settembre 2018 e si sono concluse il 14 febbraio 2019, aventi come location Torino, Belgrado, Serbia, Croazia e Albania. Inizialmente il titolo della serie era Nessuno è perfetto, cambiato in corso di lavorazione in Ognuno è perfetto.

## Colonna sonora
La colonna sonora della serie è stata composta da Carmine Padula, alla sua prima esperienza con la musica da film. Padula ha suscitato molta curiosità nella stampa: infatti al momento della commissione della colonna sonora aveva solo 17 anni e ne ha compiuti 18 durante la lavorazione, entrando quindi nella storia della musica applicata alle immagini tra gli esordi più giovani di sempre. La registrazione è stata realizzata con l'Orchestra Sinfonica Nazionale della Rai e l'Orchestra Roma Sinfonietta.

## Riconoscimenti
- 2020 - Premio Flaiano[5]
  - Miglior interpretazione maschile a Edoardo Leo
- 2020 - Premio Nino Rota[6]
  - Miglior colonna sonora a Carmine Padula